# Miguel Hernández
Miguel Hernández Gilabert (n. 30 octombrie 1910, Oriola, Comunitatea Valenciană, Spania – d. 28 martie 1942, Alicante, Spania) a fost un poet și dramaturg spaniol.
Participant la Războiul Civil Spaniol, a fost nevoit să suporte consecințele represaliilor ce au urmat.

## Opera
A scris o lirică barocă, de instinctuală pasionalitate și dramatism, ce cultivă metafora insolită și intensitatea expresiei poetice. De asemenea, influențat de operele lui Pablo Neruda și Federico García Lorca, a preamărit eroismul și demnitatea poporului spaniol. Prin scrierile sale a exercitat o puternică influență asupra literaturii spaniole.

### Scrieri
- 1933: Expert în luni ("Perito en lunas")
- 1936: Fulgerul neîntrerupt ("El rayo que no cesa")
- 1937: Vântul poporului ("Viento del pueblo").